# ان‌جی‌سی ۲۳۳
ان‌جی‌سی ۲۳۳ (انگلیسی: NGC 233) نام یک کهکشان در صورت فلکی آندرومدا است.